# Ich reiß mir eine Wimper aus
Ich reiß mir eine Wimper aus beginnt der Kehrreim eines Foxtrottschlagers von Fred Raymond, zu dem Charles Amberg den Text verfasste. Er erschien 1928 im Wiener Bohême-Verlag, Berlin-Wien.
Er wurde auch aufgenommen in den Band 11 der Reihe “Zum 5-Uhr-Tee. Eine Sammlung 19 ausgewählter Tanz- und Liederschlager”, die der Musikverlag von A.J.Benjamin in Leipzig gemeinsam mit dem Wiener Bohême-Verlag veranstaltete.

## Hintergrund
Das Lied war Bestandteil der Revue Gruss an Alle, die der Unterhaltungsunternehmer Hans Gruß 1928 im Deutschen Theater zu München aufführte.
Über drei Strophen berichtet der Text vom Schicksal eines Professor Nikodemus, der in Afrika in die Gewalt von Menschenfressern gerät, deren Häuptling Zizi Bambula ihm seine Großmutter als Ehefrau aufnötigen will, während daheim ein Fräulein Meyerbeer ungeduldig auf ihn wartet. Als ihn die Kannibalen „mit Speer und Lanz“ bedrohen, weint er „Huch huch du böser Feind !“ und kontert mit der Refrainzeile „Ich reiß mir eine Wimper aus und stech dich damit tot“.
Allgemein werden Schlager wie dieser heute rasch unter der Rubrik Nonsenseschlager verbucht; es mehren sich aber Hinweise auf bisher unbeachtete Subtext-Gehalte, z. B. den, dass hier homosexuelle Bilder – zwei eifersüchtige "Tunten" gehen auf einander los – evoziert werden, ja dass dem Text sogar eine tatsächliche Begebenheit zugrunde liege, die sich unter Schwulen in Hamburg zugetragen habe. Auch die Wahl der Zeile zum Titel eines 2008 erschienenen Erzählbandes des Schriftstellers Josef Winkler kann in diesem Kontext verstanden werden.
Der Schlagertext hat bis in die jüngste Zeit auch auf Künstler anderer Disziplinen anregend gewirkt.

## Kehrreim
Ich reiß mir eine Wimper aus und stech dich damit tot.

Dann nehm ich einen Lippenstift und mal dich damit rot.

Und wenn du dann noch böse bist, weiß ich nur einen Rat:

Ich bestelle mir ein Spiegelei und bespritz dich mit Spinat.

## Interpreten
Den Schlager sangen 1928 Kleinkunst-Interpreten wie der Kabarett- und Operettentenor Max Hansen und die Soubrette Trude Lieske, Tenöre wie Max Kuttner und Harry Steier und Schlagersänger wie Luigi Bernauer zur Begleitung von bekannten Kapellen wie Fred Bird (Homocord Tanz-Orchester), Otto Dobrindt (Odeon-Tanz-Orchester), Paul Godwin und Marek Weber auf die Grammophonplatte. Auch als Notenrolle für mechanische Musikinstrumente war der Titel erhältlich.

## Nachwirkungen
Der schlesische Schriftsteller Hans Christoph Kaergel, der sich selbst als „schollenverbundenen Blut- und Bodendichter“  verstand, legte die Textzeile in seinem 1936 erschienenen Roman “Einer unter Millionen” einem ‘Spaßmacher’ in den Mund.
Der österreichische Schriftsteller und Büchnerpreisträger Josef Winkler, in dessen Werk Tod und Homosexualität eine wichtige Rolle spielen, titelte seinen im Mai 2008 bei Suhrkamp erschienenen Erzählband “Ich reiß mir eine Wimper aus und stech dich damit tot”.
Dennis Bartz zitiert die Textzeile in seinem 2011 erschienenen Roman “Flankengott” aus dem Verständnis des Nachgeborenen: “Aus den Boxen dröhnt das Lied »Ich reiß mir eine Wimper aus« von Max Kuttner, einem schwulen Chansonsänger, der während der Weimarer Republik ein Star war”.
Martin Genahl zitiert die Textzeile in seinem 2014 erschienenen Historien-Krimi “Der Tag an dem es Kapitalisten regnete”, den er in der Zeit der untergehenden Weimarer Republik spielen lässt.
Der Altöttinger Operntenor Anton Leiss-Huber und der oberpfälzer Kabarettist Jürgen Kirner sangen „Ich reiß mir eine Wimper aus!“ bei der Volkssängerrevue Brettl-Spitzen IV im Münchner Hofbräuhaus, die der Bayerische Rundfunk am 6. März 2016 in seinem Fernsehprogramm ausstrahlte.
Die Graphikerin Franziska Michaelis entwarf unter dem Titel Trash vier Illustrationen zu dem Lied von Raymond und Amberg.

## Notenausgaben
- Ich reiss' mir eine Wimper aus! Lied und Slow-Fox von Fredy Raymond. Text von Charlie Amberg. Wien-Berlin: Wiener Bohême-Verlag, cop. 1928.
- Zum 5-Uhr-Tee, Band 11, Eine Sammlung 19 ausgewählter Tanz- und Liederschlager von Fred Raymond; Walter Kollo; Hermann Krome. 43 Seiten, Leipzig u. a.: Benjamin, 1928.
- Ich reiss' mir eine Wimper aus! Interpret: Hansen, M., Komponist: Raymond/Amberg, Sprache: dt., Noten Roehr: Archiv der Einzelausgaben, Archiv-Nr.: 2662

## Tondokumente
- Ich reiß mir eine Wimper aus. Lied und Foxtrot (Fredy Raymond - Chas. Amberg) Max Hansen, Kabarettist, mit Godwin-Ensemble. Grammophon 21 348 / B 42 655 (Matr. 130 br), aufgen. 1928
- Ich reiß mir eine Wimper aus. Lied und Foxtrot (Fredy Raymond - Chas. Amberg) Max Kuttner mit Orchester. Grammophon ? (ohne diskograph. Angaben)[16]
- Ich reiß mir eine Wimper aus. Lied und Foxtrot aus der „Gruss-Revue“ (Fredy Raymond - Chas. Amberg) Harry Steier mit Orchester Otto Dobrindt. Beka B. 6351 (Matr. 34 640), aufgen. 21. Februar 1928[17]
- Ich reiß mir eine Wimper aus. Lied und Foxtrot (Fredy Raymond - Chas. Amberg) Charlotte an der Heiden, Mezzosopran, m. Odeon-Tanz-Orch. Odeon O-2386 a (Matr. Be 6722), aufgen. 29. März 1928[18]
- Ich reiß mir eine Wimper aus. Lied und Foxtrot aus der „Gruss-Revue“ (F.Raymond - Ch.Amberg, arr. W. Borchert) Luigi Bernauer mit Homocord Tanz-Orchester. Homocord 4-2608 (Matr. T.M. 20 106-1), aufgen. 21. April 1928[19]
- Ich reiß mir eine Wimper aus. Lied und Foxtrot (Fredy Raymond - Chas. Amberg) Marek Weber und sein Orchester. Mit Gesang [= uncredited Trude Lieske] Electrola E.G. 827 (Matr. CLR 3971)[20]

Notenrollen
- Ich reiss' mir eine Wimper aus! (F. Raymond) Ludwig Hupfeld AG Leipzig: Hupfeld Triphonola piano roll T 59957 Animatic, Scale: 88n.[21]
- Ich reiss' mir eine Wimper aus! (F. Raymond) Hugo Popper, Leipzig: Popper Notenrolle No. 3400 (zusammen mit “Du bist als Kind zu heiß gebadet worden”)[22]